# Oberstammheim

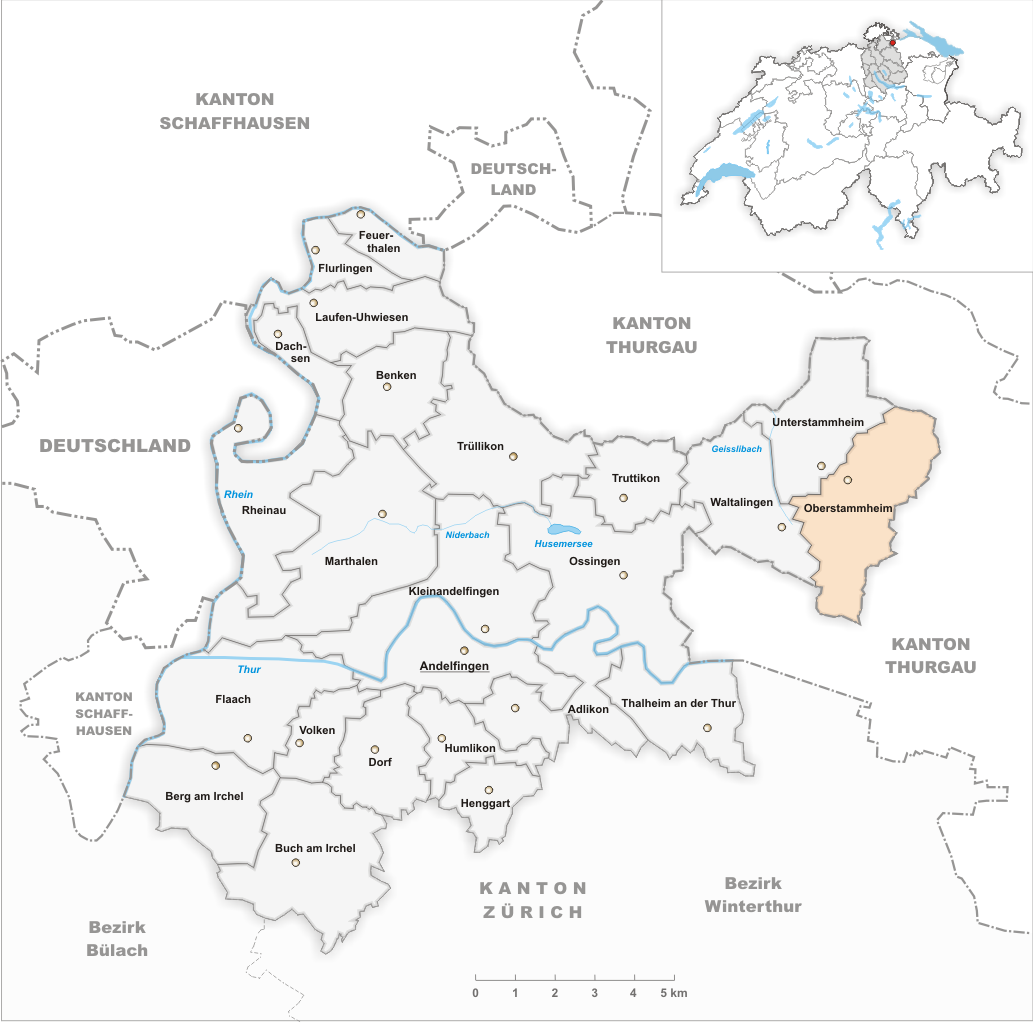
Gemeindestand vor der Fusion am 1. Januar 2019

Oberstammheim ist eine Ortschaft in der am 1. Januar 2019 gebildeten politischen Gemeinde Stammheim im Kanton Zürich. Bis am 31. Dezember 2018 bildete sie eine selbständige politische Gemeinde.
Am 24. September 2017 beschlossen die Stimmbürger in Oberstammheim, Unterstammheim und Waltalingen, sich auf Anfang 2019 zur politischen Gemeinde Stammheim zusammenzuschliessen.

## Wappen
Blasonierung:
In Gold pfahlweise ein roter Stamm mit drei Aststummeln
Seit 1687 ist der oben und unten abgesägte Baumstamm mit den Aststummeln bezeugt. Der Gemeinderat gab am 9. April 1932 der heutigen Version gegenüber dem vorgeschlagenen ältesten Obervogteiwappen den Vorzug.

## Geographie

Luftbild von Werner Friedli (1956)

Oberstammheim liegt südlich des Stammerbergs. Die östliche Gemeindegrenze bildet zugleich einen Teil der Kantonsgrenze zum Kanton Thurgau. Von der einstigen Gemeindefläche dienten 53,4 % der Landwirtschaft, 37,1 % waren mit Wald bedeckt, 5,3 % waren Siedlungs- und 3,6 % Verkehrsfläche, 0,2 % waren Gewässer und 0,4 % unproduktive Fläche (Stand 2018). Die Landschaft des Stammertals ist stark glazial geprägt.

## Wirtschaft
Die Hauptwirtschaftszweige sind die Landwirtschaft und der Rebbau, daneben hat sich etwas lokales Gewerbe angesiedelt.
Oberstammheim ist neben Mund der einzige Ort in der Schweiz, wo die Gewürzpflanze Safran angebaut wird.

## Bevölkerung
| Jahr      | 1637 | 1663 | 1695 | 1746 | 1850 | 1900 | 1950 | 2000 | 2005 | 2010 | 2015 | 2018 |
| --------- | ---- | ---- | ---- | ---- | ---- | ---- | ---- | ---- | ---- | ---- | ---- | ---- |
| Einwohner | 359  | 577  | 529  | 587  | 989  | 828  | 758  | 1035 | 1079 | 1180 | 1173 | 1163 |

## Politik
Der letzte Gemeindepräsident war Martin Farner (FDP).
Bei der Nationalratswahl 2015 erreichten die Parteien folgende Wähleranteile: SVP 36,4 %, FDP 27,4 %, SP 9,3 %, Grüne 6,0 %, glp 5,7 %, BDP 4,0 %, EVP 3,8 %, EDU 2,7 %, CVP 1,5 %, SD 0,0 und andere 3,1 %.

## Geschichte
Stammheim wird zum ersten Mal in einer Urkunde aus dem Jahre 761 erwähnt. Das Kloster St. Gallen erhielt damals Besitzungen des freien Alemannen Isanhard als Schenkung.

## Kirchen
In Oberstammheim gibt es drei Kirchen:
- Die reformierte Galluskapelle stammt aus dem Mittelalter und besitzt Fresken aus dem Jahr 1310.
- Die katholische Liebfrauenkirche stammt aus dem Jahr 1942.
- Die evangelische Freikirche Chrischona

## Persönlichkeiten
- Eugen Huber (1849–1923), Politiker (FDP) und Jurist, Schöpfer des Schweizerischen Zivilgesetzbuches
- Ulrich Farner (1855–1922), Journalist und Mundartschriftsteller
- Isabelle Waldberg (1911–1990), Bildhauerin
- Martin Farner (* 1963), Unternehmer und Politiker (FDP.Die Liberalen), ehemaliger Gemeindepräsident Oberstammheim
- Konrad Langhart (* 1963), Politiker (bis Dezember 2019 SVP, ab März 2021 Die Mitte) und Landwirt

## Sehenswürdigkeiten
- Galluskapelle mit mittelalterlichen Fresken
- Gasthof «Hirschen»
- Alte Kanzlei
- Schmiede/Alte Trotte
- Ortskern mit zahlreichen historischen Fachwerkbauten

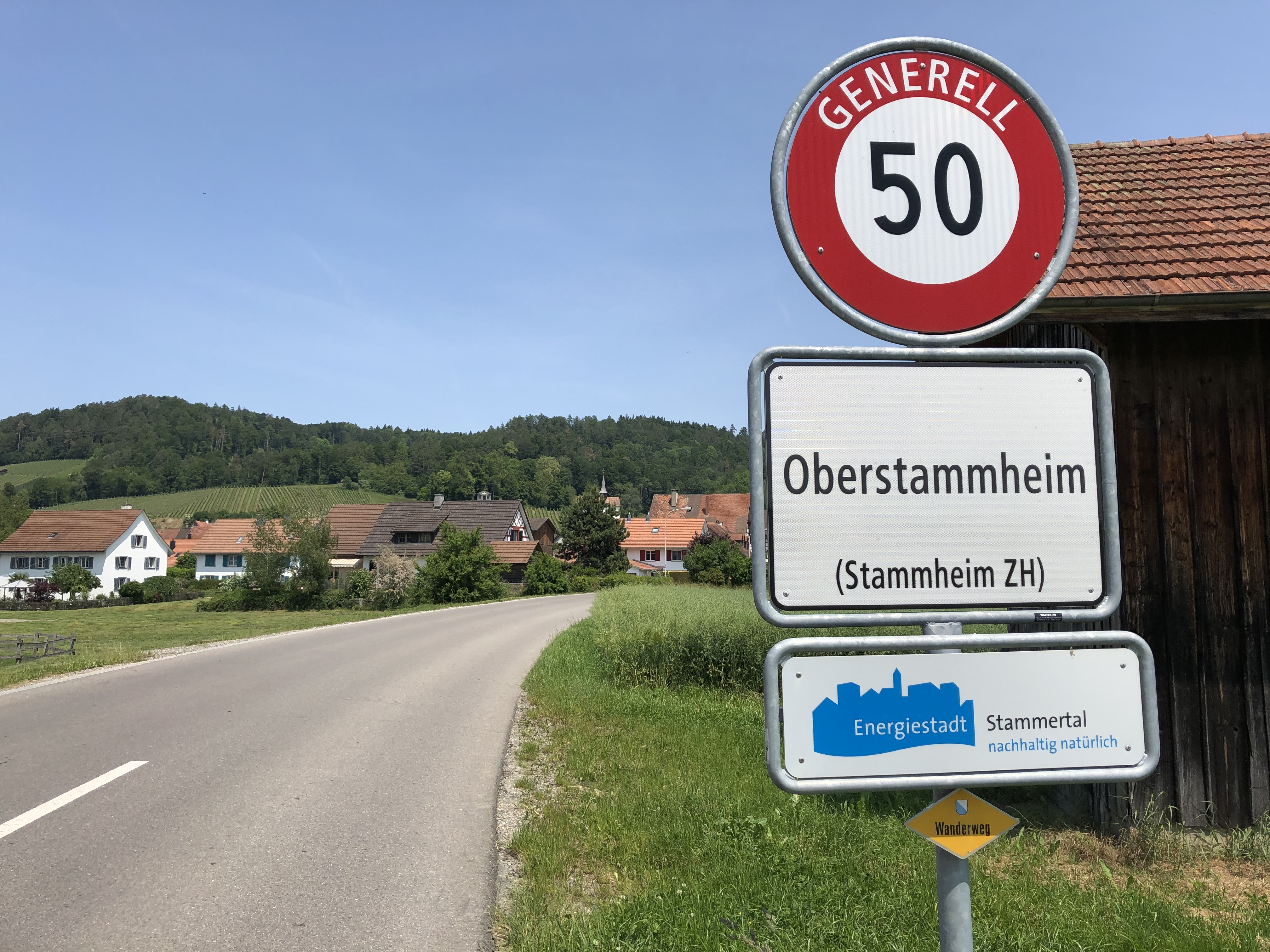
Ortseinfahrt
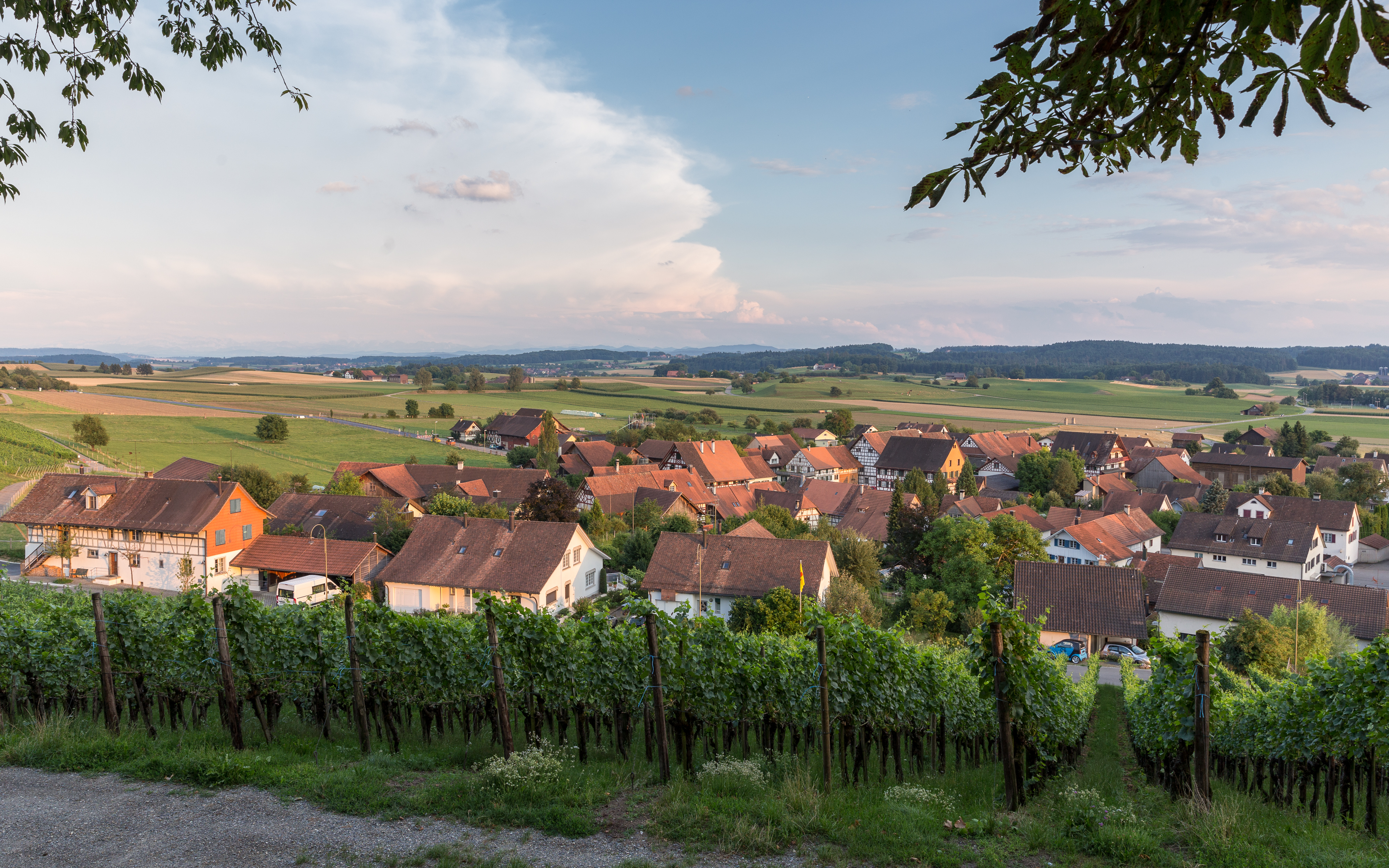
Blick von Norden (Galluskapelle) auf Oberstammheim
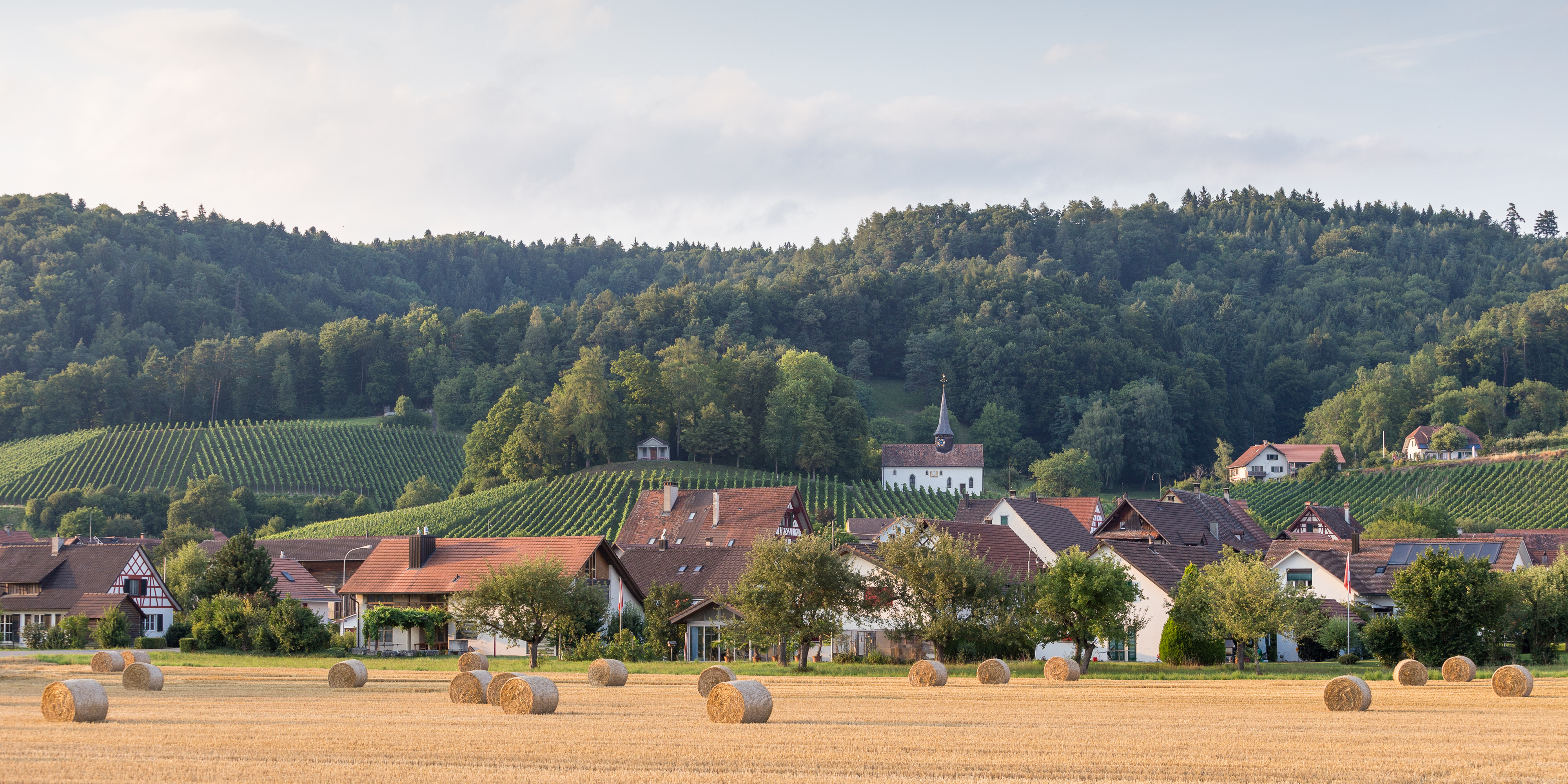
Blick von Süden auf Oberstammheim
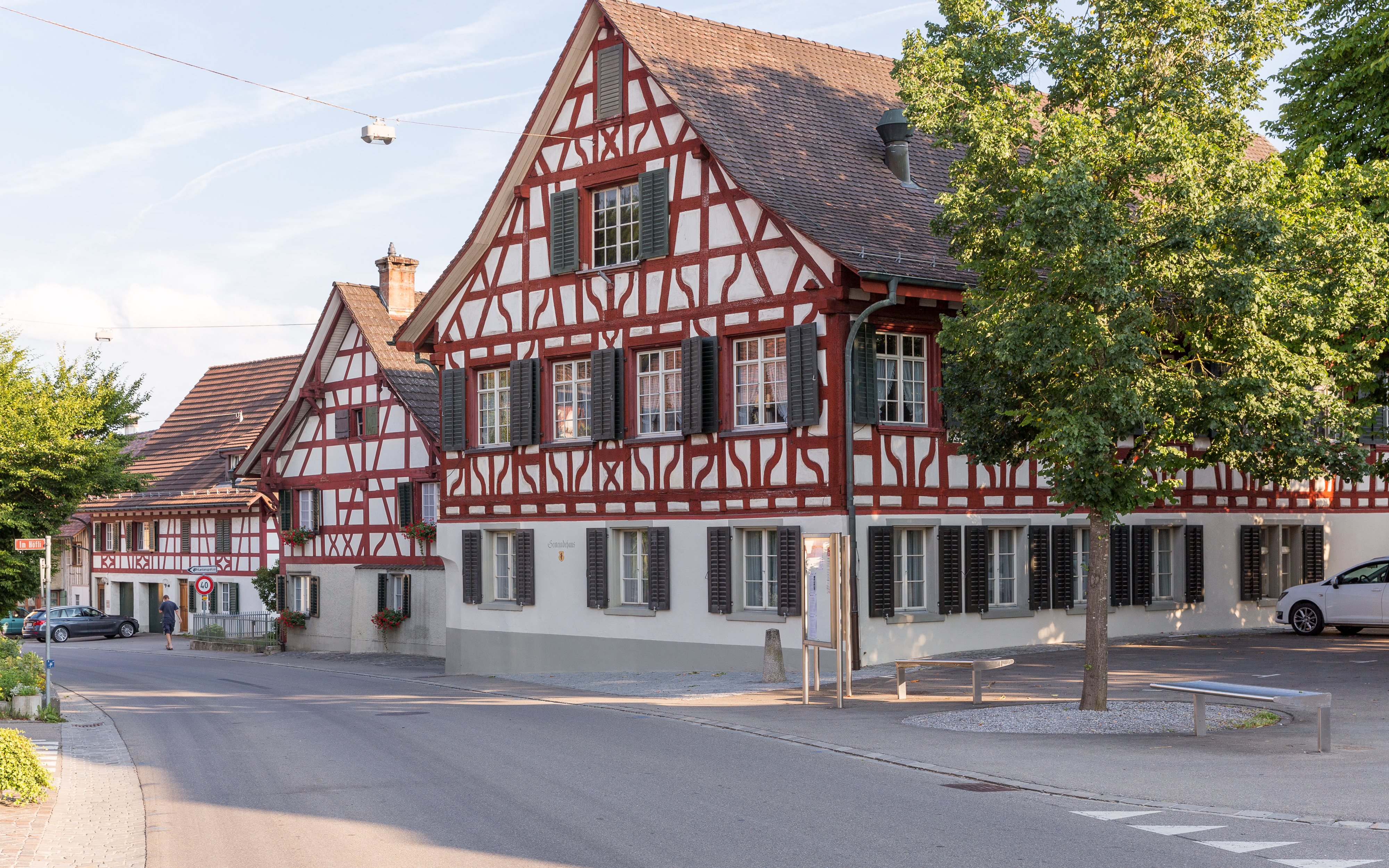
Hauptstrasse mit (rechts) dem Gemeindehaus
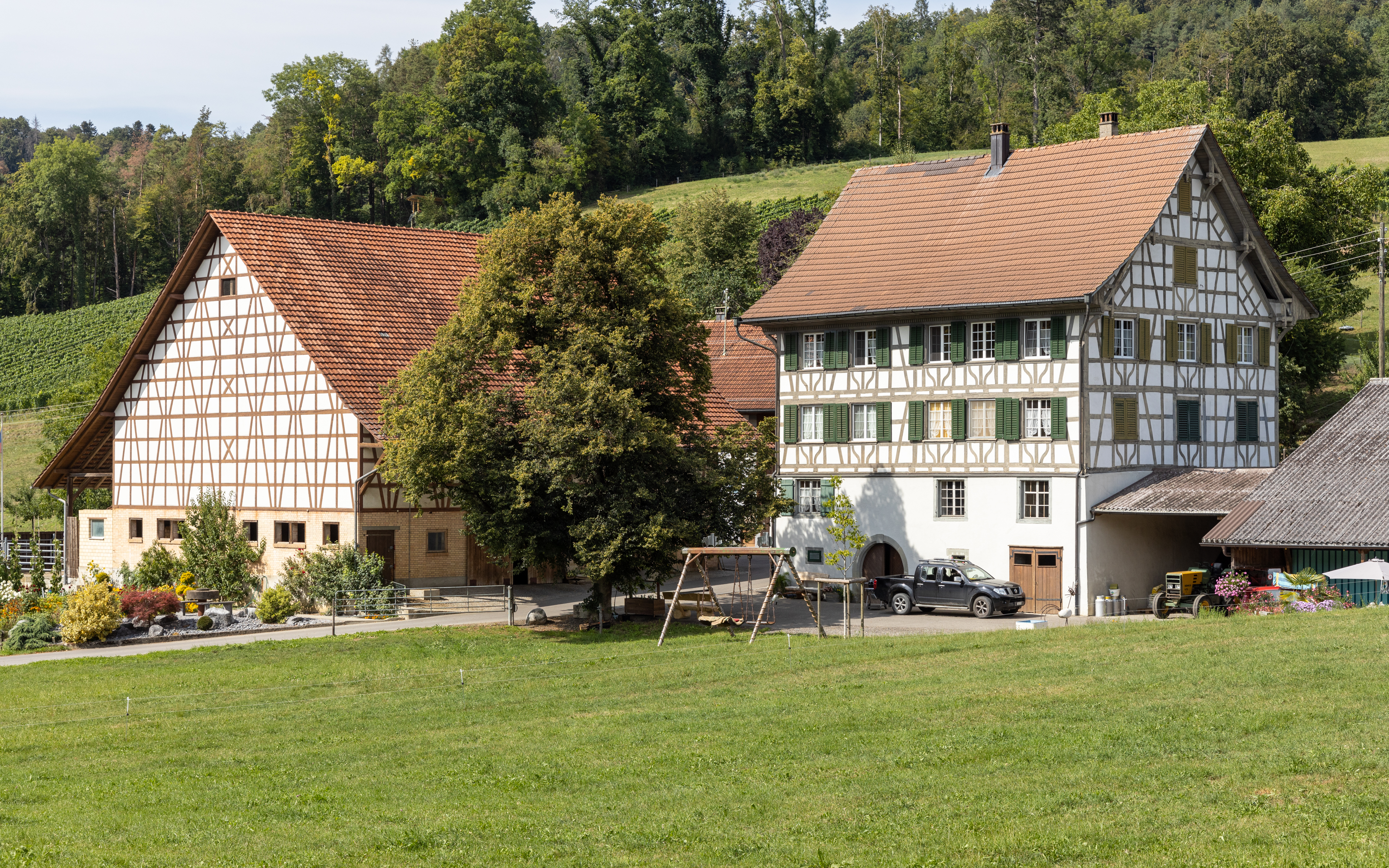
Talmühle – Scheune und Mühlengebäude
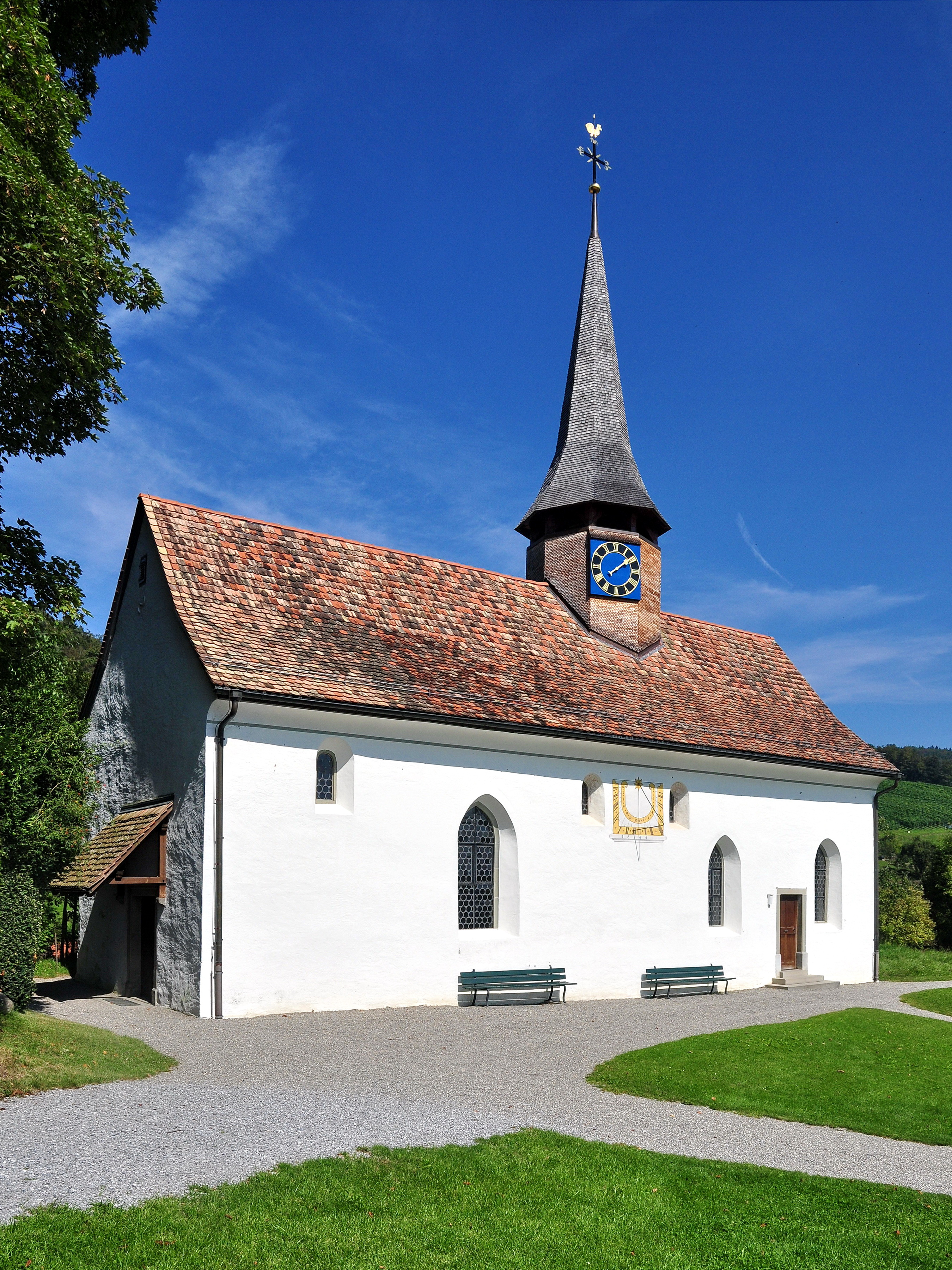
Reformierte Galluskapelle, Chilenbückli
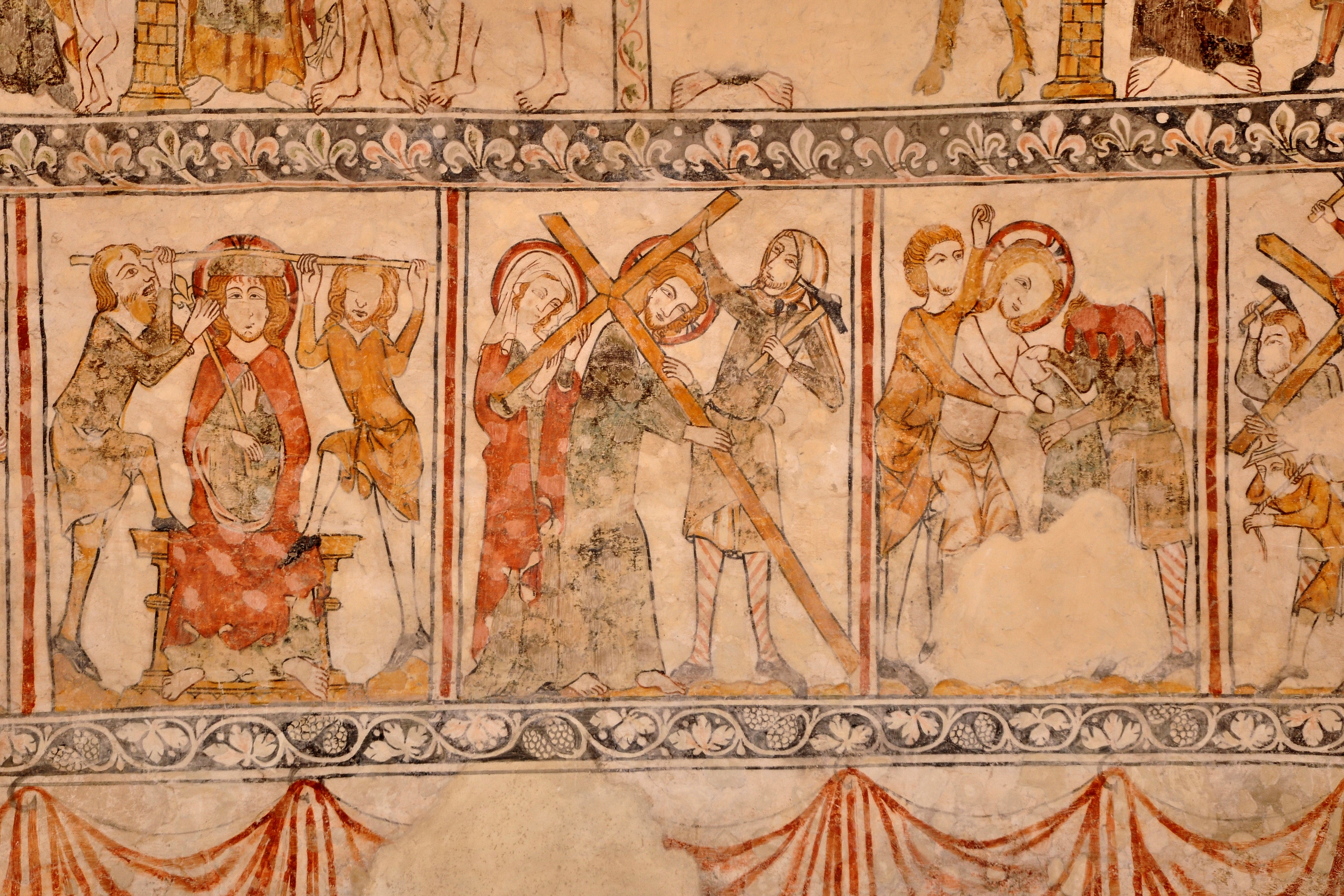
Fresken in der Galluskapelle
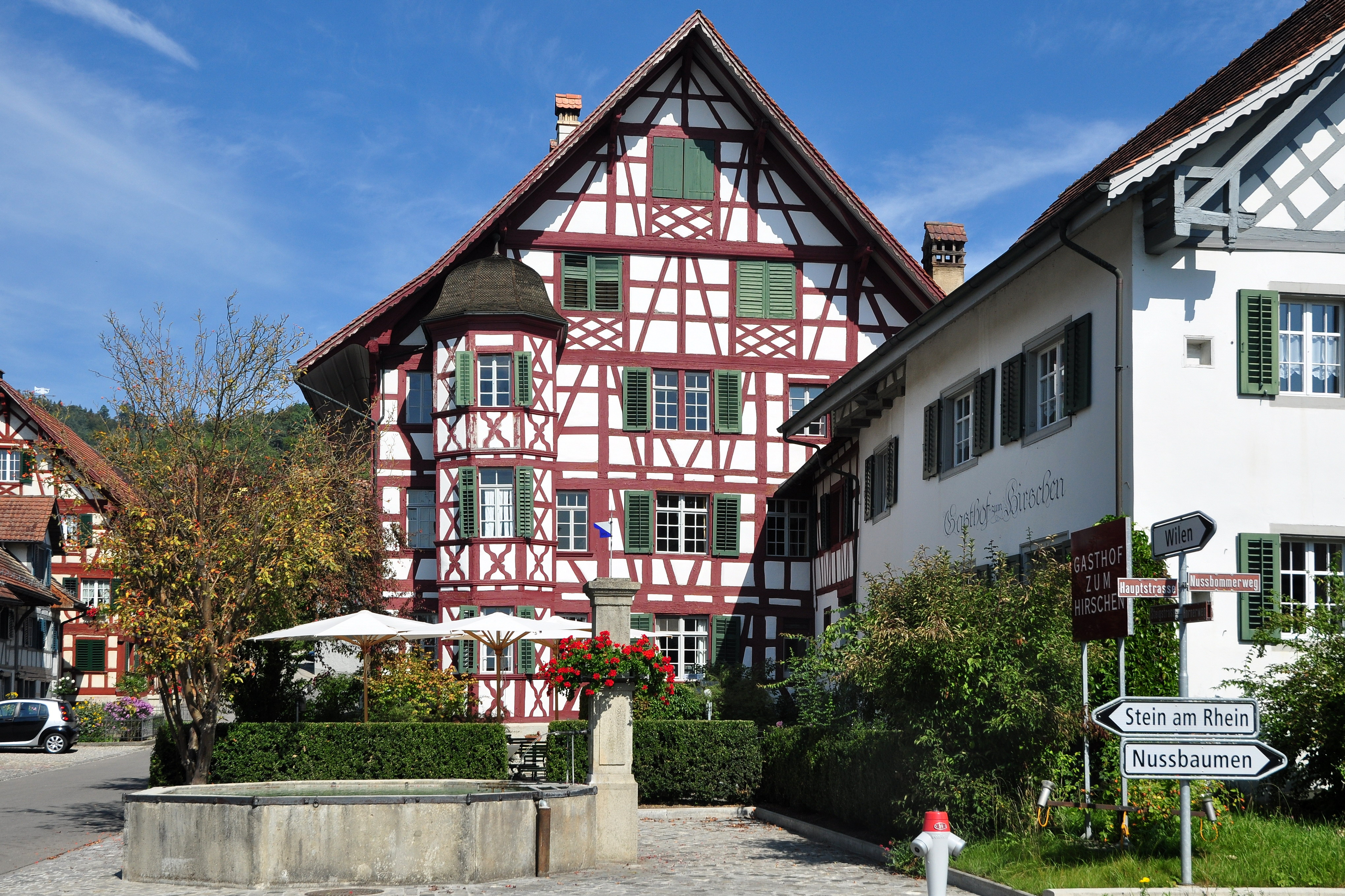
Gasthaus Hirschen
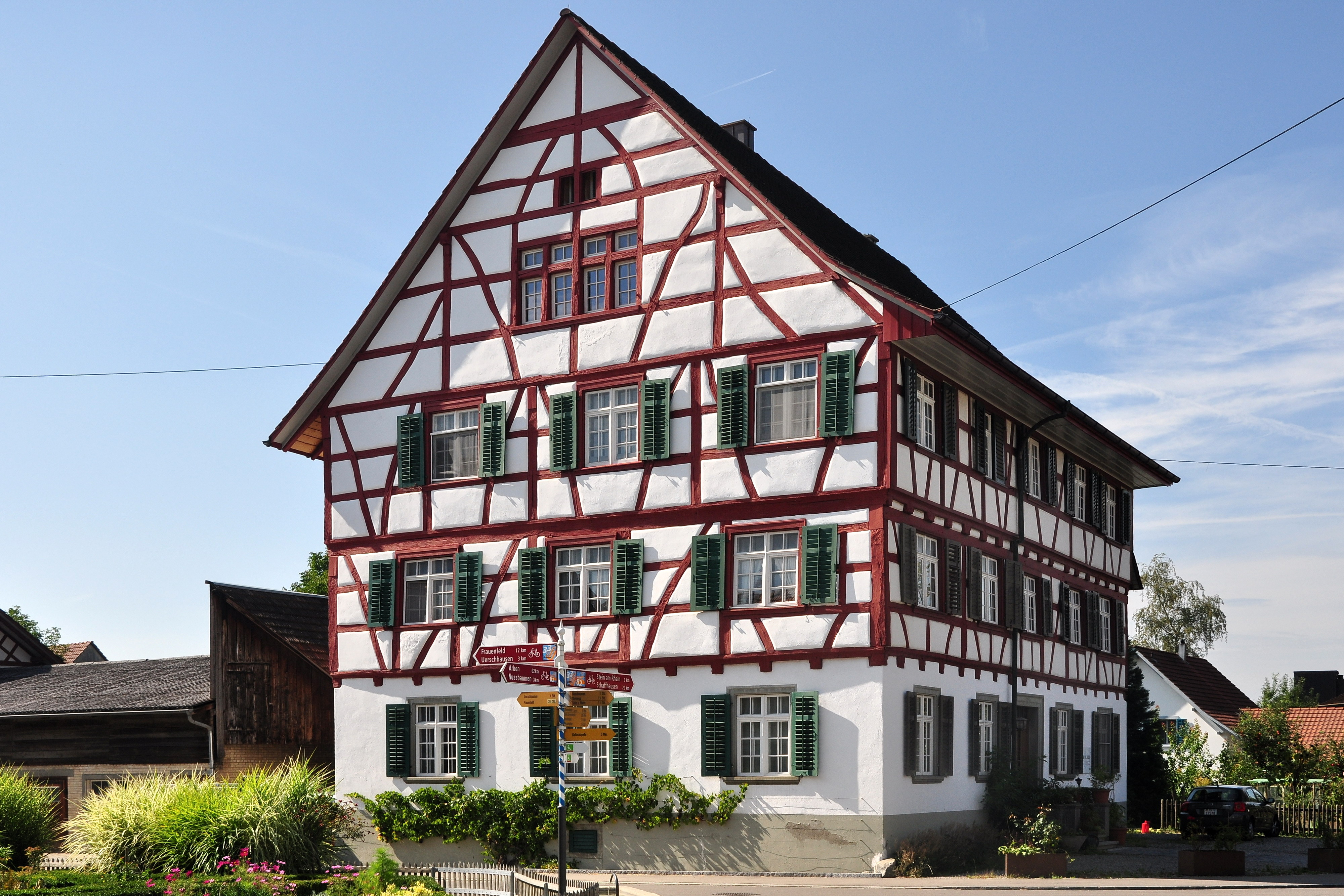
Alte Kanzlei, Hauptstrasse 76